# Armide (Lully)
Armide è un'opera in un prologo e cinque atti di Jean-Baptiste Lully, composta nel 1685-1686. Il libretto francese di Philippe Quinault è basato sul poema La Gerusalemme liberata di Torquato Tasso. L'opera ha la forma di una tragédie en musique, un genere inventato da Lully e Quinault.
I critici del XVIII secolo consideravano Armide il capolavoro di Lully. Continua ad essere ben considerata, con alcune delle musiche più note dell'opera barocca francese e probabilmente in anticipo sui tempi per il suo interesse psicologico. A differenza della maggior parte delle sue opere, Armide si concentra sullo sviluppo psicologico prolungato di un personaggio, non Renaud, che trascorre la maggior parte dell'opera sotto l'incantesimo di Armide, ma Armide, che cerca ripetutamente senza successo di scegliere la vendetta sull'amore.

## Storia delle esecuzioni
Armide fu rappresentata per la prima volta il 15 febbraio 1686 dall'Académie Royale de Musique al Théâtre du Palais-Royal, con scene di Jean Berain, alla presenza del Gran Delfino. Il soggetto dell'opera era stato scelto per Lully dal re Luigi XIV di Francia. Tuttavia il re non avrebbe partecipato alla prima o ad alcuna delle seguenti esibizioni, probabilmente perché Lully era coinvolto in uno scandalo omosessuale. L'opera fu ben accolta dai parigini e fu ripresa dall'Académie Royale nel 1703, 1713-14, 1724, 1746-47, 1761 e 1764. Tra il 1686 e il 1751 Armide fu montata a Marsiglia, Bruxelles, Lione, Lunéville e forse Metz e fu prodotta anche all'estero a L'Aia, Berlino (con revisioni di Carl Heinrich Graun) e, a quanto pare, in due esecuzioni in forma di concerto a Roma.

## Ruoli
| Ruolo | Registro vocale    | Cast della prima, 15 febbraio 1686 (Direttore: Pascal Collasse) |                    |
| Prologo allegorico | Prologo allegorico | Prologo allegorico                                              | Prologo allegorico |
| --- | ------------------ | --------------------------------------------------------------- | ------------------ |
| La Gloire [Gloria] | soprano            |                                                                 |                    |
| La Sagesse [Saggezza] | soprano            |                                                                 |                    |
| Trama principale |                    |                                                                 |                    |
| Armide, maga, nipote di Hidraot | soprano            | Marie Le Rochois                                                |                    |
| Renaud, un cavaliere | haute-contre       | Louis Gaulard Dumesny                                           |                    |
| Phénice, una confidente di Armide | soprano            | Marie-Louise Desmatins                                          |                    |
| Sidonie, una confidente di Armide | soprano            | Françoise Fanchon Moreau, la Cadette                            |                    |
| Hidraot, magician, Re di Damasco | basso-baritono     | Jean Dun père                                                   |                    |
| Aronte, guardia dei cavalieri prigionieri di Armide | basso-baritono     |                                                                 |                    |
| Artémidor, un cavaliere | baritenore         |                                                                 |                    |
| La Haine [Odio] | baritenore         | M. Frère                                                        |                    |
| Ubalde, un cavaliere | basso-baritono     |                                                                 |                    |
| Il cavaliere danese, compagno di Ubalde | haute-contre       |                                                                 |                    |
| Un demone sotto forma di una ninfa dell'acqua | soprano            |                                                                 |                    |
| Un demone nelle sembianze di Lucinde, l'amata del cavaliere danese | soprano            |                                                                 |                    |
| Un demone nella forma di Melisse, l'amata di Ubalde | soprano            |                                                                 |                    |

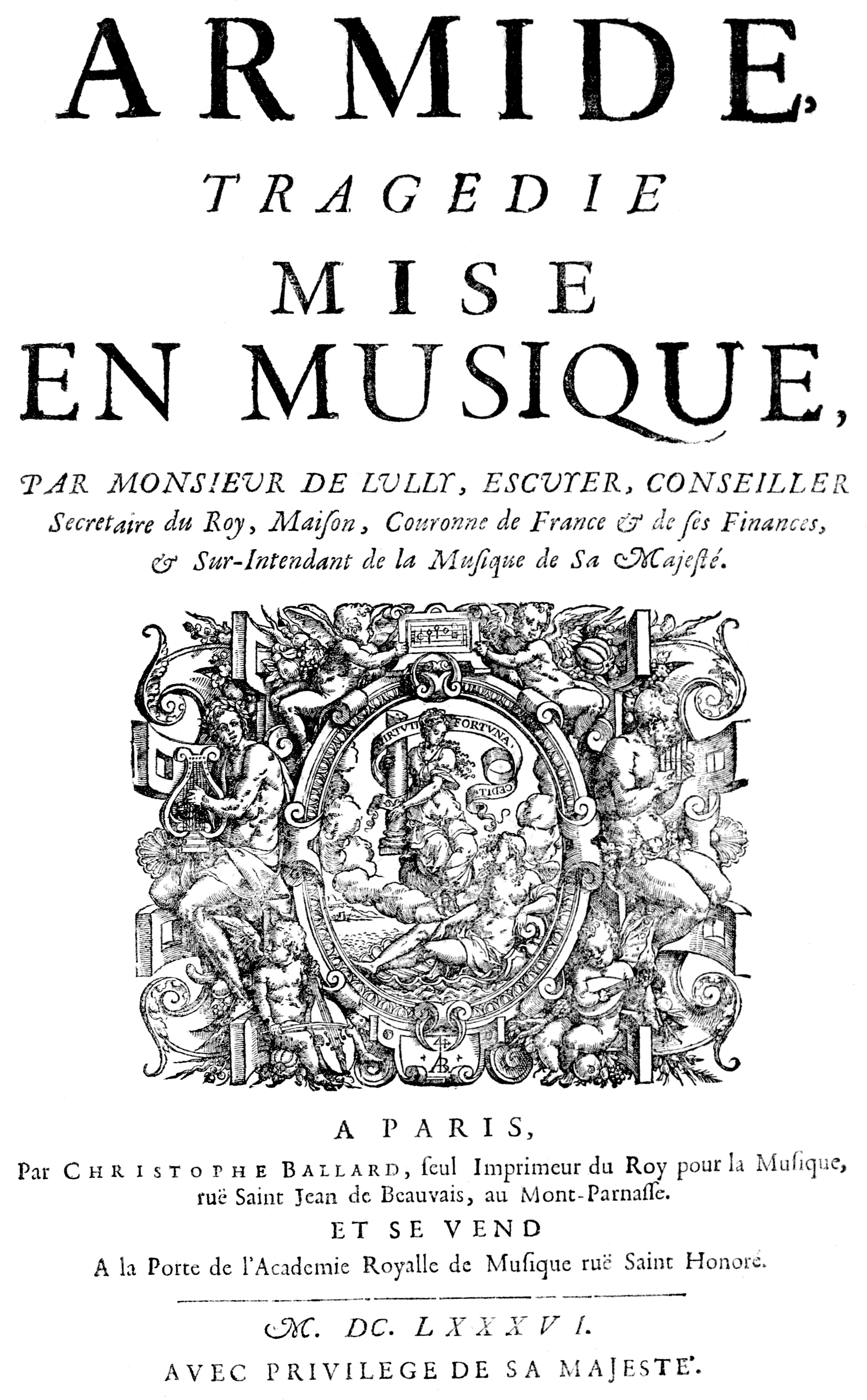
Frontespizio della prima edizione della partitura, Parigi 1686

| Eroi che seguono Gloria; ninfe che seguono la Saggezza; popolo di Damasco; demoni travestiti da ninfe, pastori e pastorelle; demoni volanti travestiti da Zefiri; seguaci di Odio, Furie, Crudeltà, Vendetta, Rabbia, ecc .; demoni travestiti da rustici; Piaceri; demoni travestiti da felici amanti |                    |                                                                 |                    |

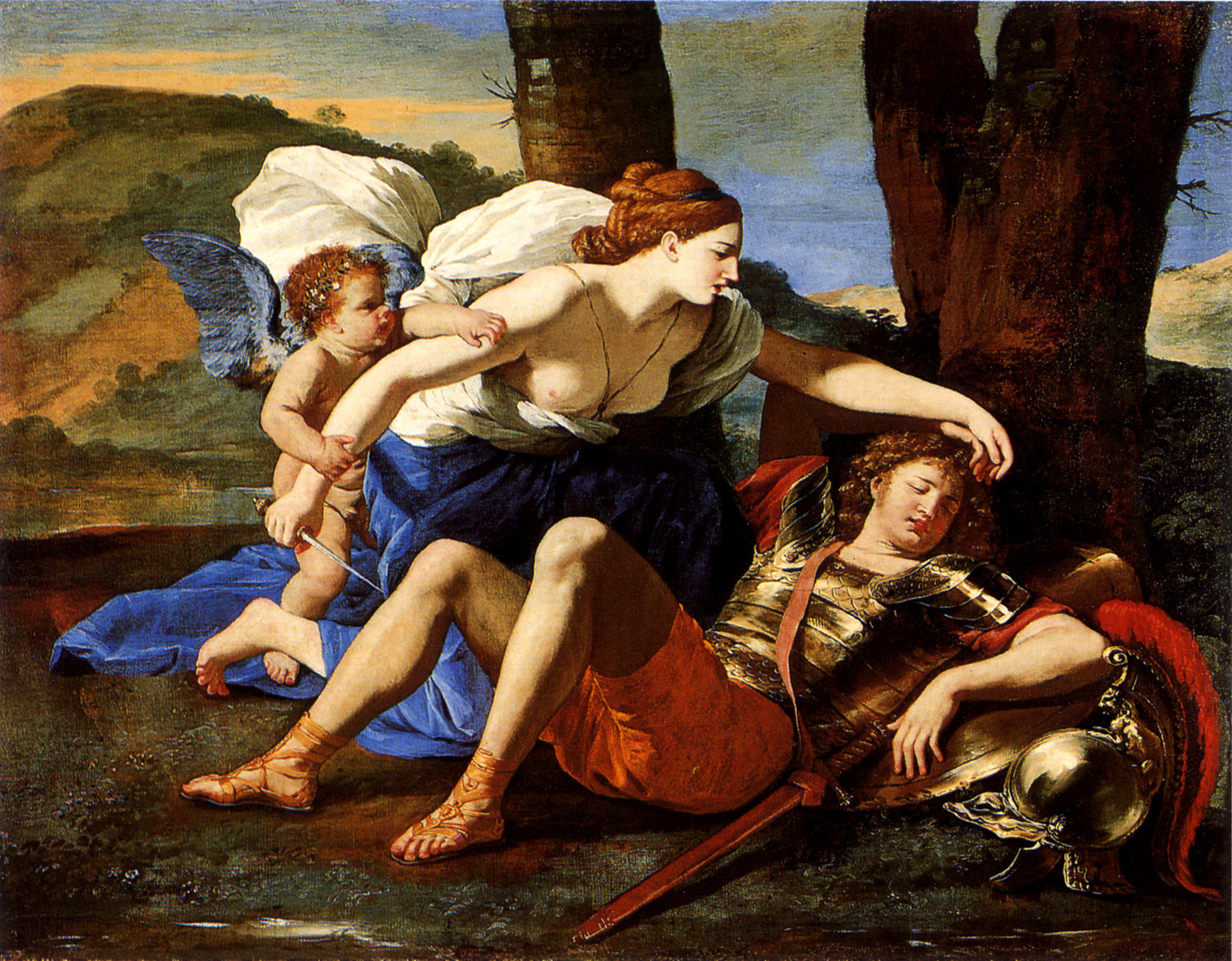
Rinaldo e Armida di Nicolas Poussin, 1629

## Trama

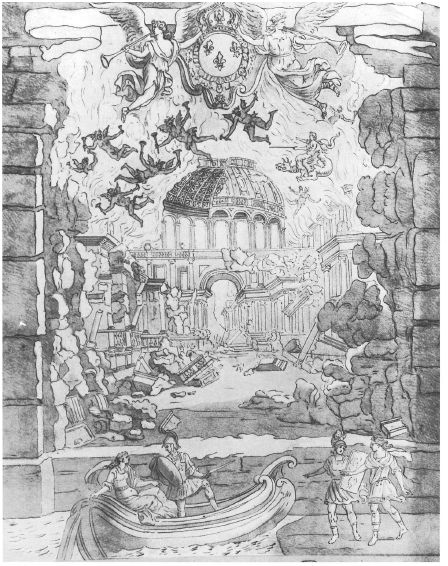
Uno dei progetti di Jean Bérain per la prima messa in scena di Armide, 1686

Durante la Prima crociata Armide irretisce con i suoi incantesimi il suo nemico, il cavaliere cristiano Renaud. Nel momento in cui solleva il pugnale per ucciderlo, si ritrova innamorata di lui. Gli lancia un incantesimo per farsi amare a sua volta. Al ritorno al suo castello non può sopportare che l'amore di Renaud sia solo opera di incantesimo. Chiama la dea dell'Odio per ripristinare il suo odio per Renaud, ma non riesce a sfuggire ai suoi sentimenti di amore per lui. La Dea condanna Armide all'amore eterno. Prima che Armide possa tornare da Renaud, due dei suoi commilitoni raggiungono Renaud e rompono l'incantesimo di Armide. Renaud riesce a fuggire da Armide, che rimane infuriata, disperata e senza speranza.

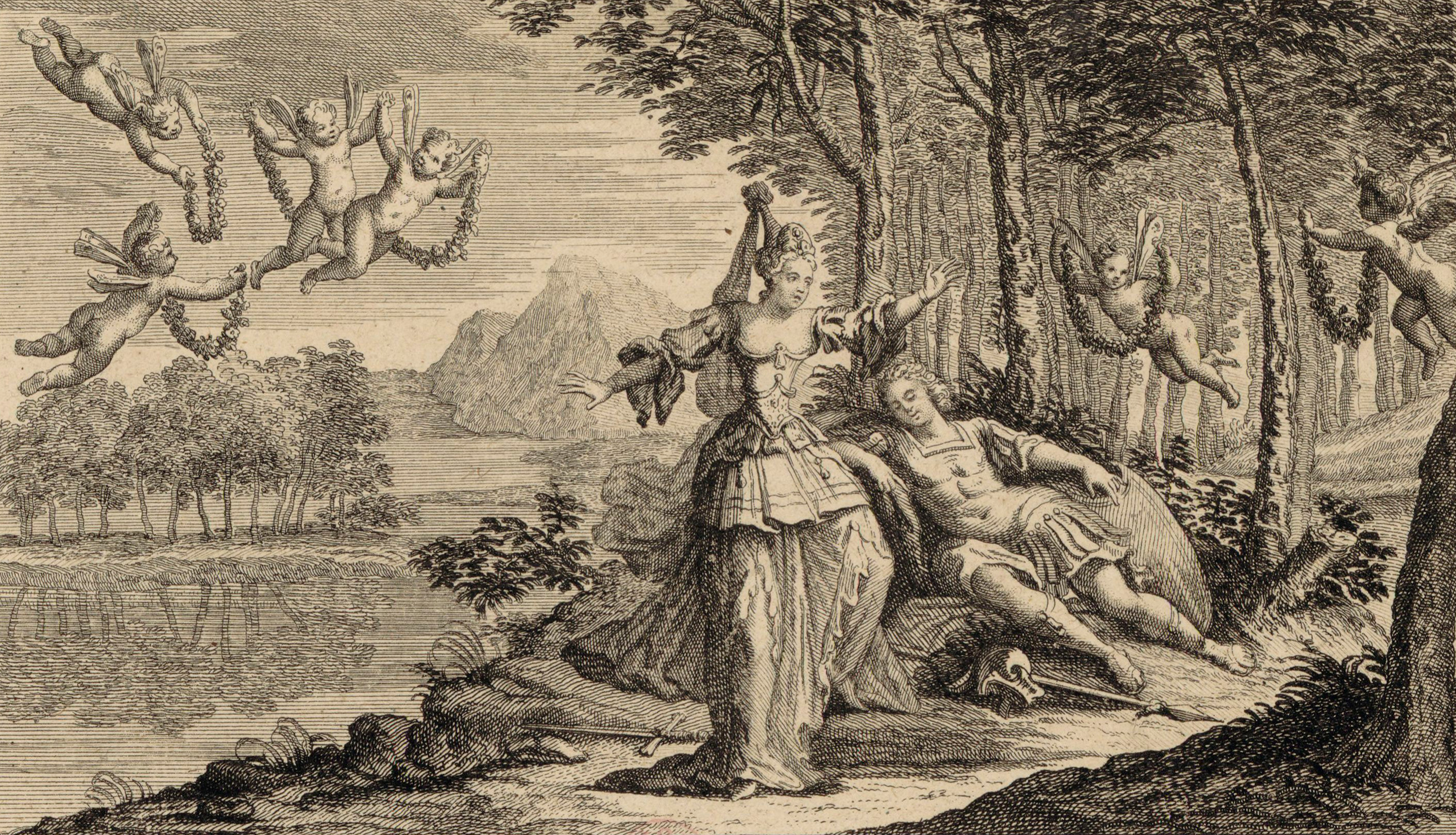
Scena dell'atto II, incisione da una partitura, 1700

## Storia e analisi
Circa ottant'anni dopo L'Orfeo di Monteverdi, Jean-Baptiste Lully produsse Armide con il suo collaboratore di lunga data, il drammaturgo Jean-Philippe Quinault. Insieme avevano sviluppato la tragédie en musique, o tragédie lyrique, che serviva come una nuova forma di opera che combinava elementi del dramma classico francese con il balletto, la tradizione della canzone francese e una nuova forma di recitativo. Armide è stata una delle ultime opere di Lully ed è quindi estremamente sviluppata nello stile.
L'ouverture strumentale dell'opera è divisa in due parti, entrambe con lo stesso suono altamente professionale, come a voler accompagnare l'ingresso di un'autorità altamente venerata. Si tratta infatti, secondo la Norton Anthology of Western Music, di una "maestà adatta al re di Francia, il cui ingresso in teatro l'ouverture di solito accompagnava quando era presente". In alcuni punti è giocosa e vivace, pur rimanendo sempre cerimoniosa. La prima sezione dell'ouverture è in doppio metro ed è suonata in modo relativamente più lento della seconda sezione, quando il metro cambia in composto. Questi due diversi stili si spengono fino alla conclusione del brano (in doppio metro).

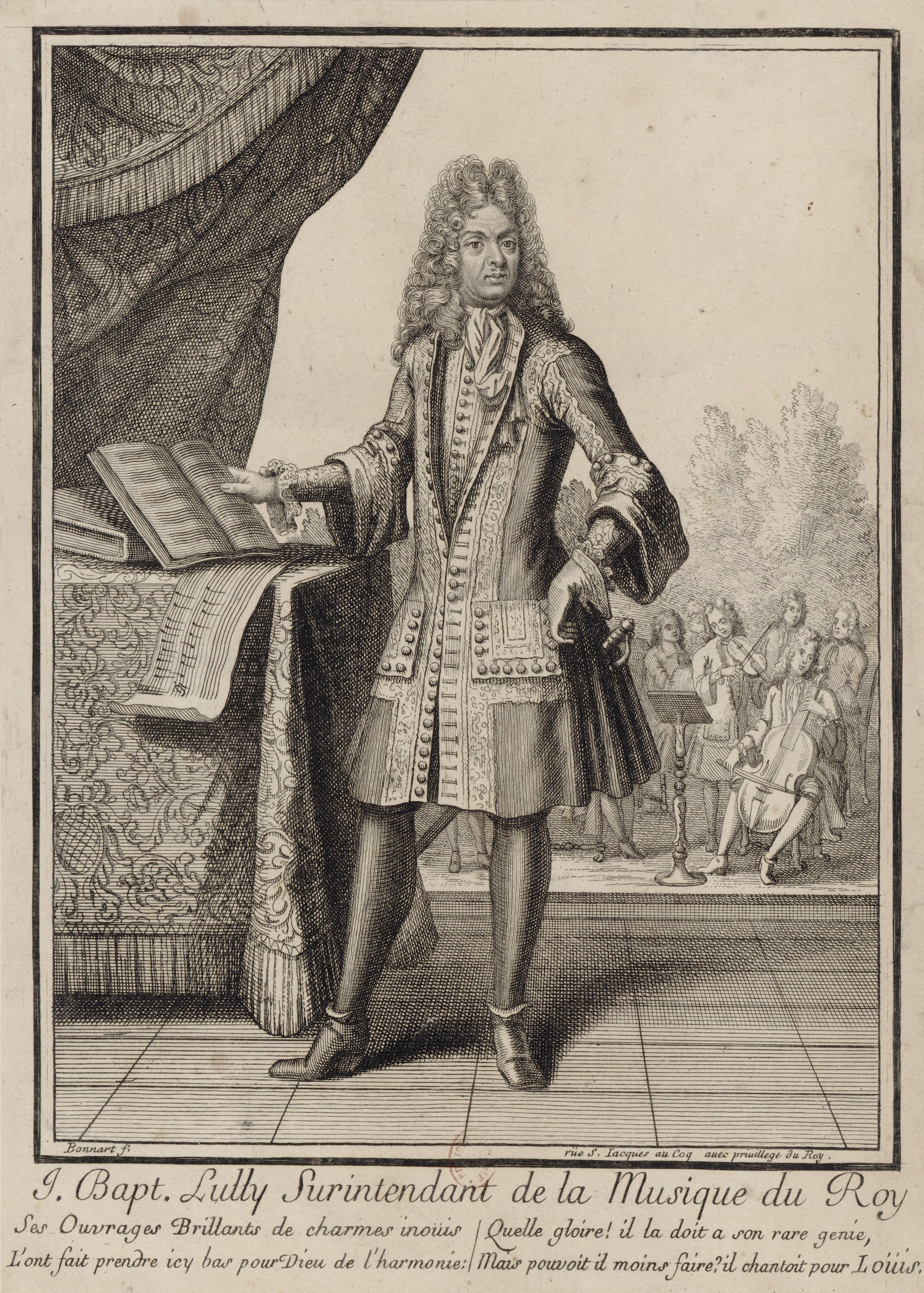
Incisione del compositore, dal frontespizio della partitura

Il momento più famoso dell'opera è l'Atto II, scena 5, un monologo dell'incantatrice Armide, considerato "uno dei recitativi più impressionanti di tutte le opere di Lully". Armide, accompagnata solo da un basso continuo, alterna il gloriarsi del proprio potere e il soccombere a un'angoscia lancinante. Stringendo un pugnale, esprime il suo desiderio incrollabile di uccidere il cavaliere Renaud, che ha sventato il suo piano per tenere in cattività i cavalieri delle Crociate. Sebbene non elaborate in termini di orchestrazione, le tecniche di interpretazione drammatica del ritmo, l'uso impressionante dell'accento sui movimenti in battere e l'uso esasperato delle pause complicano magnificamente questo pezzo.
Renaud si era assunto l'eroico e coraggioso dovere di liberare questi cavalieri, con grande irritazione di Armide, che ora progetta di ucciderlo il più rapidamente e rapidamente possibile, mentre lui è profondamente addormentato sotto il suo incantesimo magico. Un forte senso di esitazione la pervade e la sua voce diventa più morbida e piena di dubbi mentre si ritrova inaspettatamente innamorata del suo nemico giurato. La sua passione per la vendetta, a cui era stata originariamente così impegnata, lascia il posto al suo ritrovato amore: "Andiamo avanti... tremo! Vendichiamoci... sospiro! / La mia rabbia si spegne quando mi avvicino a lui / Sembra fatto per l'amore." L'uso esagerato delle pause è esemplificato perfettamente qui, nelle misure 38-42, in mezzo alla sua rabbia e vendetta. Armide è colpita dai suoi sentimenti d'amore contraddittori e confusi e l'uso di punti di sospensione trasmette questa drammatica esitazione e tumulto interiore.

Prende una decisione molto più umana dell'omicidio di Renaud, lanciando un ulteriore incantesimo per farlo innamorare di lei. Il basso si amplifica ed è molto più enfatico in questa parte, mentre l'armonia dinamica di supporto consente uno stile più melodico. L'idea è elaborata con musica di accompagnamento che evoca amore e idealismo, simile alla struttura di un minuetto. La ripetizione è anche prevalente con l'orchestra che introduce per prima l'intera melodia e Armide che fa eco al suo sentimento. Una variazione inizia con le mutevoli emozioni di Armide, risultando in una sensazione di danza che contiene preludi orchestrali e un paio di stili recitativi.

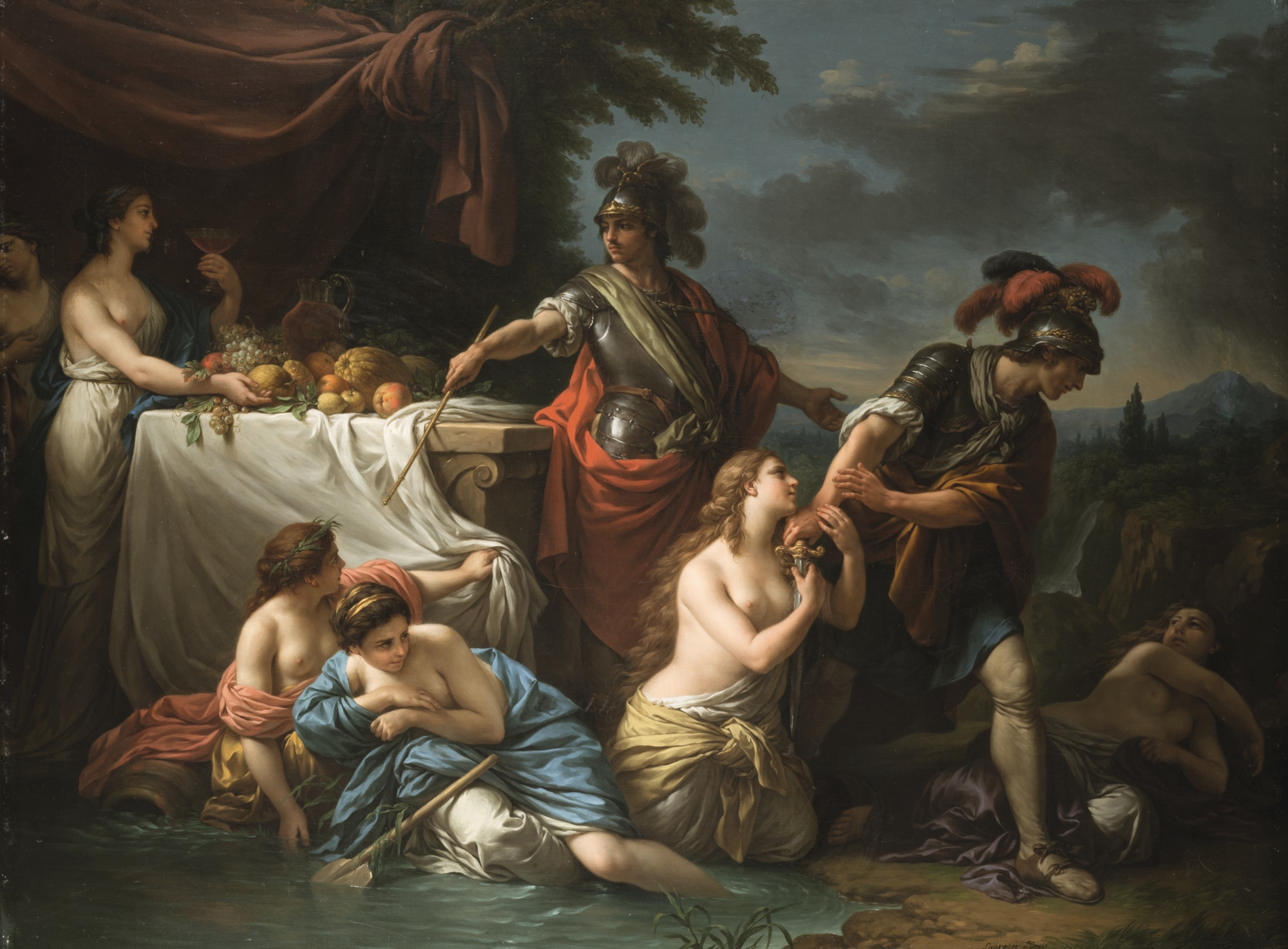
Ubalde e il cavaliere danese Louis Jean François Lagrenée

## Film
Un segmento del film collettivo del 1987 Aria è vagamente basato sulla trama di Armide. Diretto da Jean-Luc Godard, è ambientato in una palestra e utilizza una selezione di musica dalla prima registrazione dell'opera di Philippe Herreweghe con Rachel Yakar nel ruolo della protagonista. ("Ah! Si la liberté ...", "Enfin, il est en ma puissance", "Venez, venez, Haine implacable").
Una registrazione della messa in scena di William Christie di Armide al Théâtre des Champs-Élysées è stata pubblicata su DVD.

## Incisioni
Oltre alle due registrazioni di Herreweghe, menzionate sopra, ci sono altre due registrazioni: una versione economica su Naxos e l'interpretazione di Christophe Rousset, pubblicata per l'etichetta Aparté nel 2017.